# Miss Continentes Unidos 2022
Miss Continentes Unidos 2022 fue la 15.ª edición del certamen Miss Continentes Unidos, correspondiente al año 2022; la cual se llevó a cabo el 6 de agosto en el Parque Las Vegas de la ciudad de Portoviejo, Ecuador. Candidatas de 25 países y territorios autónomos compitieron por el título. Al final del evento, Anairis Cadavid Ardila, Miss Continentes Unidos 2019 de Colombia, coronó a Joanna Camelle Mercado, de Filipinas, como su sucesora.
El concurso fue transmitido a través del canal de televisión ecuatoriano Gamavisión y a través de otros canales de televisión a nivel mundial.

## Resultados
| Posiciones                   | Candidata                                                                                           |
| ---------------------------- | --------------------------------------------------------------------------------------------------- |
| Miss Continentes Unidos 2022 | - Filipinas - Camelle Mercado                                                                       |
| Primera Finalista            | - Ecuador - Ivanova Vélez                                                                           |
| Segunda Finalista            | - Colombia - Karen Ortiz                                                                            |
| Tercera Finalista            | - Venezuela - Lismaglys Arbeláez                                                                    |
| Cuarta Finalista             | - Paraguay - Gretha Matiauda                                                                        |
| Quinta Finalista             | - México - Ayram Ortiz                                                                              |
| Top 10                       | - Brasil - Larissa Barros - Panamá - Guadalupe Ureña - Perú - Kiara Chaud - Sudáfrica - Jané Bacher |

## Premios especiales
| Título               | Candidata                         |
| -------------------- | --------------------------------- |
| Mejor Traje Nacional | - India - Sushmita Singh          |
| Miss Cielo           | - Colombia - Karen Ortiz          |
| Miss Simpatía        | - Estados Unidos- Florence García |

## Candidatas
25 candidatas compitieron por el título:
(En la tabla se utiliza su nombre completo, los sobrenombres van entrecomillados y los apellidos utilizados como nombre artístico, entre paréntesis; fuera de ella se utilizan sus nombres «artísticos» o simplificados).
| País/Territorio      | Candidata                             | Edad | Residencia            |
| -------------------- | ------------------------------------- | ---- | --------------------- |
| Argentina            | María Elena Mateo                     | 24   | Juan Bautista Alberdi |
| Bolivia              | Mayra Fabiola Montaño Román           | 29   | Cochabamba            |
| Brasil               | Larissa Barros                        | 26   | São Paulo             |
| Chile                | Marlene Alejandra Navarro Argel       | 21   | Viña del Mar          |
| Colombia             | Karen Julieth Ortiz Díaz              | 22   | Neiva                 |
| Costa Rica           | Diana Cerdas Cordero                  | 23   | San José              |
| Dinamarca            | Josefine Mailand Gissemann            | 26   | Esbjerg               |
| Ecuador              | Virginia Ivanova Vélez García         | 20   | Portoviejo            |
| El Salvador          | Mayori Vanessa Comayagua Guillén      | 21   | Morazán               |
| Estados Unidos       | Florence Gisselle García              | 24   | Miami                 |
| Filipinas            | Joanna Camelle Mercado                | 26   | Floridablanca         |
| Francia              | Lucie Burel                           | 23   | Fauville              |
| Honduras             | Cindy Larissa Matamoros Ortiz         | 22   | Pespire               |
| India                | Sushmita Naveen Singh                 | 21   | Thane                 |
| México               | Ayram Guadalupe Ortiz Alonso          | 26   | Caborca               |
| Nicaragua            | Deneshka Loanie Betty López           | 24   | Bluefields            |
| Panamá               | Guadalupe Ureña Coronel               | 26   | Chiriquí Grande       |
| Paraguay             | Gretha Milagros Estigarribia Matiauda | 22   | Asunción              |
| Perú                 | Kiara Alexandra Chahud Burga          | 21   | Iquitos               |
| Portugal             | Andreia Pinto                         | 22   | Oporto                |
| Puerto Rico          | Ilannis Nicole Díaz Varela            | 18   | Arecibo               |
| República Dominicana | Zunilda Gálvez Díaz                   | 25   | Santo Domingo         |
| Sudáfrica            | Jané Bacher                           | 23   | Polokwane             |
| Uruguay              | Ana Yanina Lucas Rodríguez            | 26   | Montevideo            |
| Venezuela            | Lismaglys (Lis) Arbeláez Itriago      | 19   | Pariaguán             |

### Candidatas retiradas
- Bangladés - Zannatul Ferdaus Meghla
- Canadá - Melissa Mary Barbour
- China - Mingfeng Hu
- España - Cristina Lores Eliso
- Ghana - Paciencia Abena Nketia-Boye
- Marruecos - Fatima Ganech
- Nueva Zelanda - Flora Pihigia Neemia
- Rusia - Anastasiia Vozniuk

### Candidatas reemplazadas
- Argentina - Ileana Larregui Armani fue reemplazada por María Elena Mateo.
- Costa Rica - Evelyn Sibaja Alfaro fue reemplazada por Diana Cerdas Cordero.
- El Salvador - Keiry Lisbeth Alfaro fue reemplazada por Mayori Vanessa Comayagua Guillén.
- Filipinas - Joanna Day fue reemplazada por Joanna Camelle Mercado.
- Honduras - Kennia Mondragón fue reemplazada por Cindy Larissa Matamoros Ortiz.
- Uruguay - Lucila Leal fue reemplazada por Ana Yanina Lucas Rodríguez.
- Venezuela - Irene del Valle Galvis Manzanilla fue reemplazada por Lismaglys Arbeláez Itriago.

## Sobre los países en Miss Continentes Unidos 2022

### Naciones que regresan a la competencia
Compitieron por última vez en 2018:
- Argentina
- Honduras
- Uruguay

### Naciones que se retiran de la competencia
- Bielorrusia
- China
- Guatemala
- Jamaica
- Japón
- Nueva Zelanda
- Rusia
- Tailandia
- Ucrania